# 煙廠街
煙廠街（英語：Yin Chong Street）是香港九龍油尖旺區旺角的一條街道，連接廣華街及花園街。該處路邊排檔林立，佔了末段部分行車線。2011年8月15日，晉財公司及廣堅公司入紙土地審裁處申請將煙廠街29號及31號強制拍賣。從2013年起，煙廠街樓上舖成為收藏家、球鞋迷、動漫迷，收藏玩具聚集點，也開設不少潮流雜貨店。
煙廠街因鄰近1920-30年代彌敦道與窩打老道開業的東方煙廠（Orient Tobacco Manufactory of Hongkong）而得名，當年東方煙廠的位置在彌敦道、豉油街與登打士街之間，今天信和中心和兆萬中心所在地。

## 鄰近建築
- 廣華街郵政局
- 朗廷軒
- 安康大廈
- 興發工業大廈
- 鴻祥大廈
- 華新大廈
- 百利達廣場
- 華園閣

## 圖集

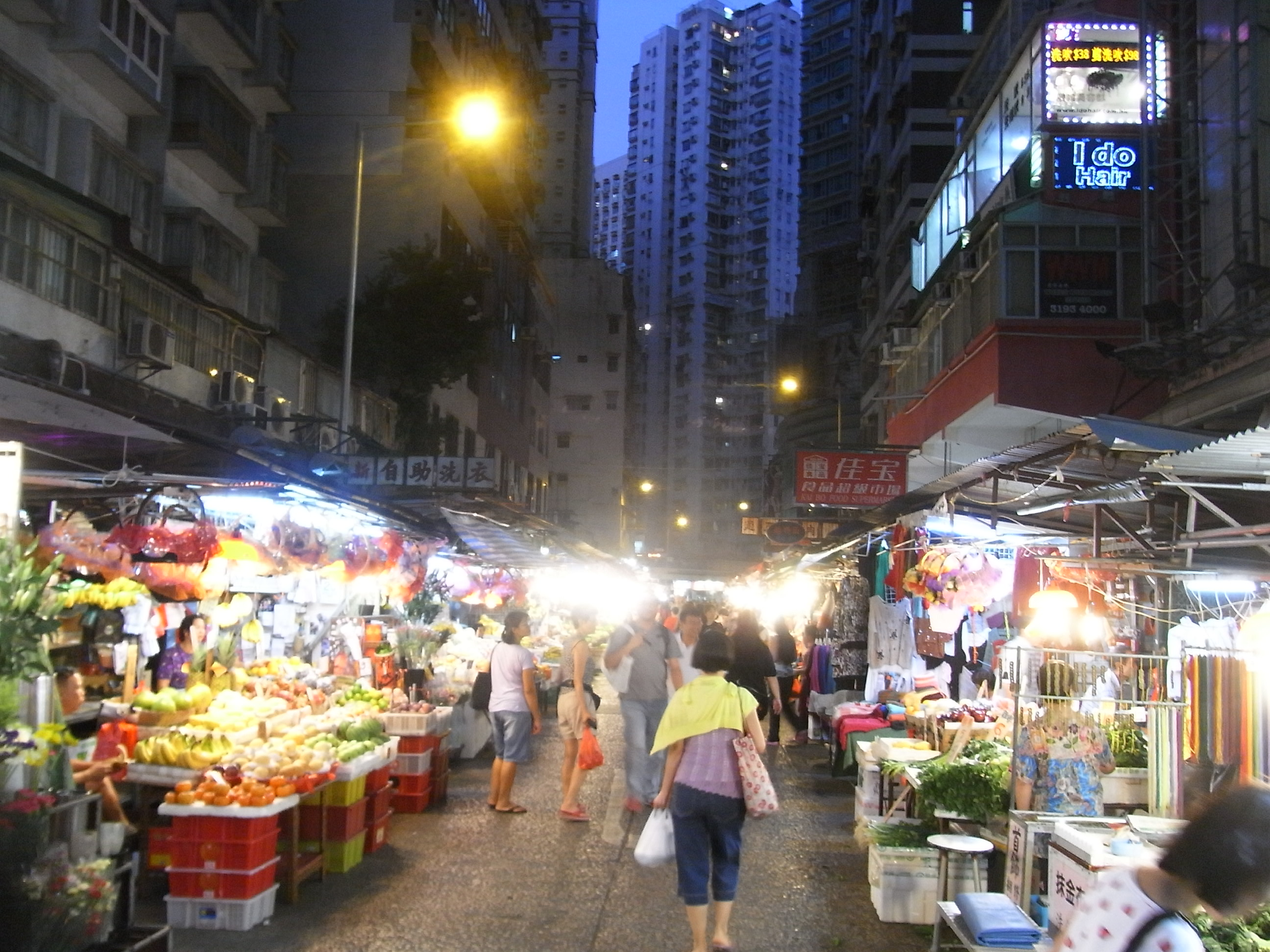
入夜後的煙廠街
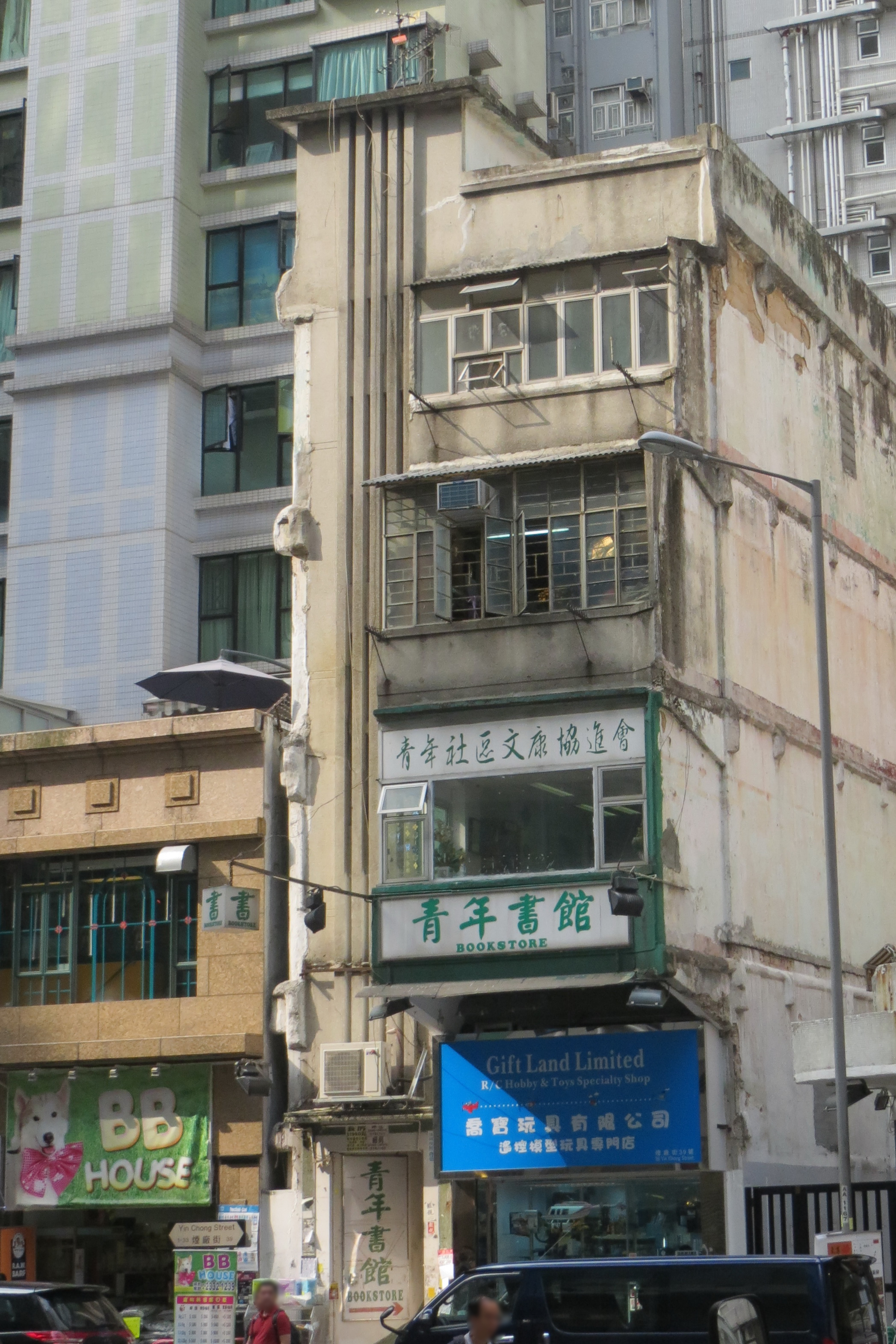
煙廠街39號的唐樓

## 外部連結
- 煙廠街 Yin Chong Street （页面存档备份，存于）